# Płonący wieżowiec
Płonący wieżowiec – amerykański film fabularny z 1974 roku w reżyserii Johna Guillermina ze Steve’em McQueenem i Paulem Newmanem w rolach głównych. Scenariusz na podstawie powieści The Tower Richarda M. Sterna i  The Glass Inferno Thomasa N. Scortii i Franka Robinsona.

## Opis fabuły
W czasie przyjęcia z okazji otwarcia wieżowca dochodzi do pożaru w schowku na 81. piętrze. Przyczyną była wadliwie wykonana instalacja elektryczna. Ogień szybko się rozprzestrzenia i po kilku godzinach dociera do sali balowej na 135. piętrze, gdzie zgromadzonych jest trzysta osób. Strażacy nie panują nad ogniem. Pada decyzja, by wysadzić zbiorniki mieszczące 4 miliony litrów wody znajdujące się na szczycie budynku. Dokonują tego architekt, twórca planów drapacza chmur, Doug Roberts (Paul Newman) i komendant straży pożarnej Michael O’Hallorhan (Steve McQueen).

## Obsada
- Steve McQueen jako Szef Michael O’Hallorhan
- Paul Newman jako Doug Roberts
- William Holden jako James Duncan
- Fred Astaire jako Harlee Clairbone
- Faye Dunaway jako Susan Franklin
- Susan Blakely jako Patty Simmons
- Richard Chamberlain jako Roger Simmons
- Jennifer Jones jako Lisolette Mueller
- Susan Flannery jako Lorrie
- O.J. Simpson jako Jernigan

i inni

## Nagrody i nominacje
Oscary 1974
- Najlepsze zdjęcia – Fred J. Koenekamp, Joseph F. Biroc
- Najlepsza piosenka – We May Never Love Like This Again – muz. i sł. Al Kasha, Joel Hirschhorn
- Najlepszy montaż – Harold F. Kress, Carl Kress
- Najlepszy film – Irwin Allen (nominacja)
- Najlepsza scenografia i dekoracje wnętrz – William J. Creber, Ward Preston, Raphael Bretton (nominacja)
- Najlepsza muzyka dramatyczna – John Williams (nominacja)
- Najlepszy dźwięk – Theodore Soderberg, Herman Lewis (nominacja)
- Najlepszy aktor drugoplanowy – Fred Astaire (nominacja)

Złote Globy 1974
- Najlepszy aktor drugoplanowy – Fred Astaire
- Najlepszy debiut aktorski (kobieta) – Susan Flannery
- Najlepszy scenariusz – Stirling Silliphant (nominacja)
- Najlepsza aktorka drugoplanowa – Jennifer Jones (nominacja)
- Najlepsza piosenka – We May Never Love Like This Again – muz. i sł. Al Kasha, Joel Hirschhorn (nominacja)

Nagrody BAFTA 1975
- Nagroda im. Anthony’ego Asquitha za najlepszą muzykę – John Williams
- Najlepszy aktor drugoplanowy – Fred Astaire
- Najlepsze zdjęcia – Fred J. Koenekamp (nominacja)
- Najlepsza scenografia – William J. Creber (nominacja)